# Platybunus anatolicus
Platybunus anatolicus is een hooiwagen uit de familie echte hooiwagens (Phalangiidae).